# Spyros Balomenos
Spyridon "Spyros" Balomenos (grekiska: Σπύρος Μπαλωμένος), född 28 februari 1979 i Aten, är en grekisk före detta handbollsspelare (vänsternia).

## Tidigare klubbar
Spyros Balomenos har tidigare representerat de svenska elitserielagen IK Sävehof och IF Guif. Moderklubben är den grekiska klubben AS Ionikos.